# Тристивка
Тристи́вка (бел. Трысціўка) — деревня в составе Обидовичского сельсовета Быховского района Могилёвской области Республики Беларусь.

## Население
- 2010 год — 12 человек